# ベントン郡 (ミズーリ州)

ベントン郡の位置

ベントン郡(Benton County)は、アメリカ合衆国ミズーリ州にある郡である。人口は2000年の国勢調査では17,180人であったが、2005年の推計では18,854人となった。そのため、ベントン郡の人口増加率は9.7%を記録し、ミズーリ州の郡で9番目を誇っている。郡庁所在地はワルシャワ (Warsaw)である。
郡は1835年に組織され、ミズーリ州選出のアメリカ合衆国上院議員トーマス・ハート・ベントン(en:Thomas Hart Benton (senator)) に因んで名付けられた。

## 地理

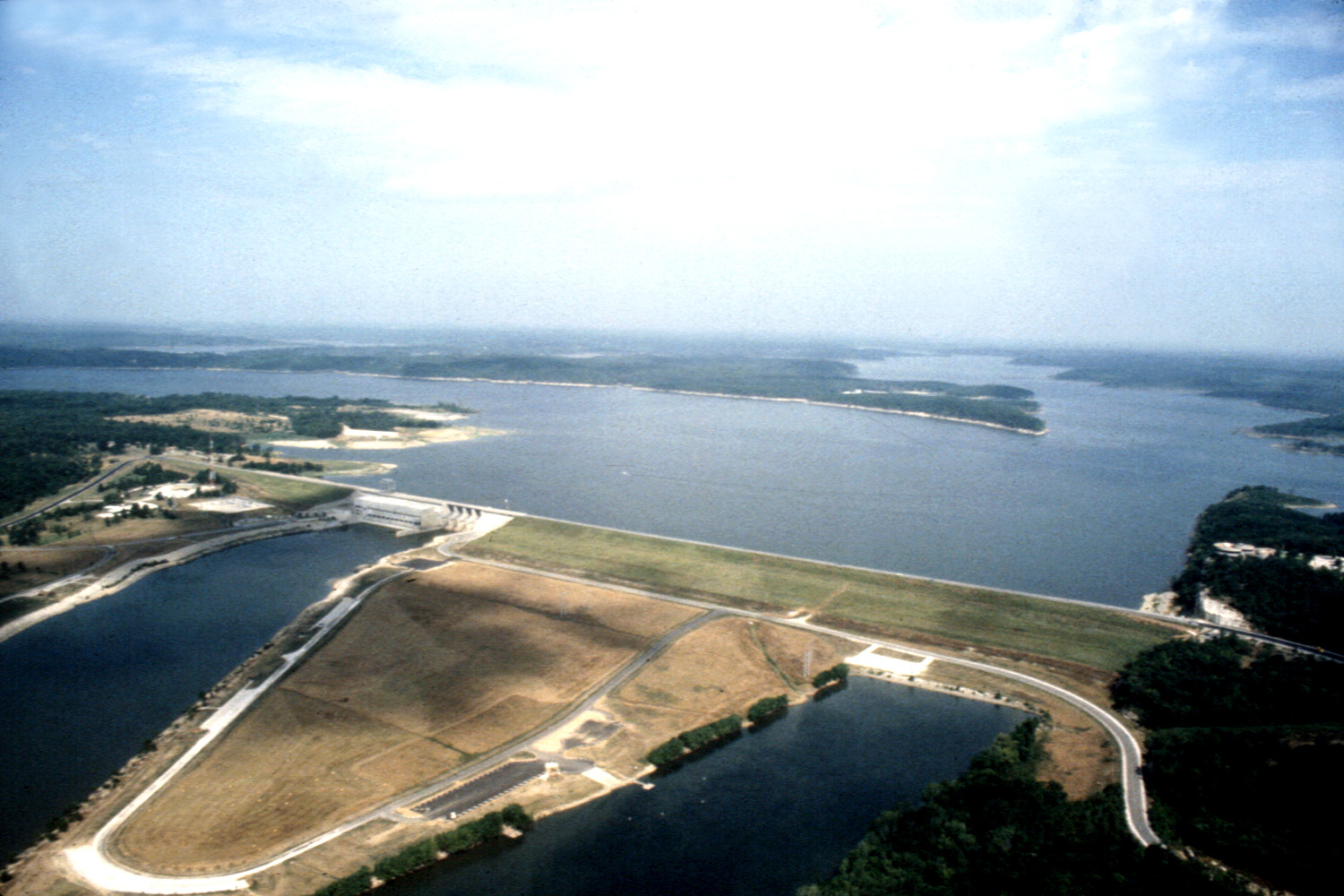
ベントン郡のワルシャワ近辺に位置するハリー・S・トルーマンダム。このダムの水は隣郡のヘンリー郡、セントチャールズ郡、ヒッコリー郡などにも供給されている。

アメリカ合衆国統計局によると、この郡は総面積1,949 km2 (752 mi2) である。このうち1,827 km2 (706 mi2) が陸地で、122 km2 (47 mi2) が水地域である。総面積の6.24%が水地域となっている。

### 隣接郡
- ペティス郡（北）
- モーガン郡（北東）
- カムデン郡（南東）
- ヒッコリー郡（南）
- セントチャールズ郡（南西）
- ヘンリー郡（西）

### 主な幹線道路
- 国道65号線
- ミズーリ州道7号線
- ミズーリ州道83号線

## 人口動静

ベントン郡の人口ピラミッド

2000年現在の国勢調査で、この郡は人口17,180人、7,420世帯、及び5,179家族が暮らしている。人口密度は9/km2 (24/mi2) である。7/km2 (18/mi2) の平均的な密度に12,691軒の住居が建っている。この郡の人種的構成は白人97.96%、アフリカン・アメリカン0.15%、先住民0.53%、アジア系0.13%、太平洋諸島系0.01%、その他の人種0.12%、及び混血1.10%である。人口の0.89%がヒスパニックまたはラテン系である。
7,420世帯のうち、23.20%が18歳未満の子供と一緒に生活しており、59.60%は夫婦で生活している。6.80%は未婚の女性が世帯主であり、30.20%は家族以外の住人と同居している。26.30%は独身の居住者が住んでおり、13.80%は65歳以上で独居である。1世帯の平均人数は2.28人であり、家庭の場合は2.72人である。
この郡内の住民は20.50%が18歳未満の未成年、18歳以上24歳以下が5.70%、25歳以上44歳以下が21.80%、45歳以上64歳以下が29.70%、及び65歳以上が22.30%にわたっている。中央値年齢は46歳である。女性100人ごとに対して男性は98.20人いて、18歳以上の女性100人ごとに対して男性は96.70人いる。
この郡の世帯ごとの平均的な収入は26,646米ドルであり、家族ごとの平均的な収入は32,459米ドルである。男性は26,203米ドルに対して女性は19,054米ドルの平均的な収入がある。この郡の一人当たりの収入 (per capita income) は15,457米ドルである。人口の15.70%及び家族の10.20%は貧困線以下である。全人口のうち18歳未満の24.50%及び65歳以上の9.60%は貧困線以下の生活を送っている。

## 都市及び町
- コール・キャンプ（en:Cole Camp, Missouri）
- エドワーズ（en:Edwards, Missouri）
- イオニア（en:Ionia, Missouri）
- リンカーン（en:Lincoln, Missouri）
- モーラ（en:Mora, Missouri）
- ワルシャワ（en:Warsaw, Missouri）